# Guilhem Flouzat

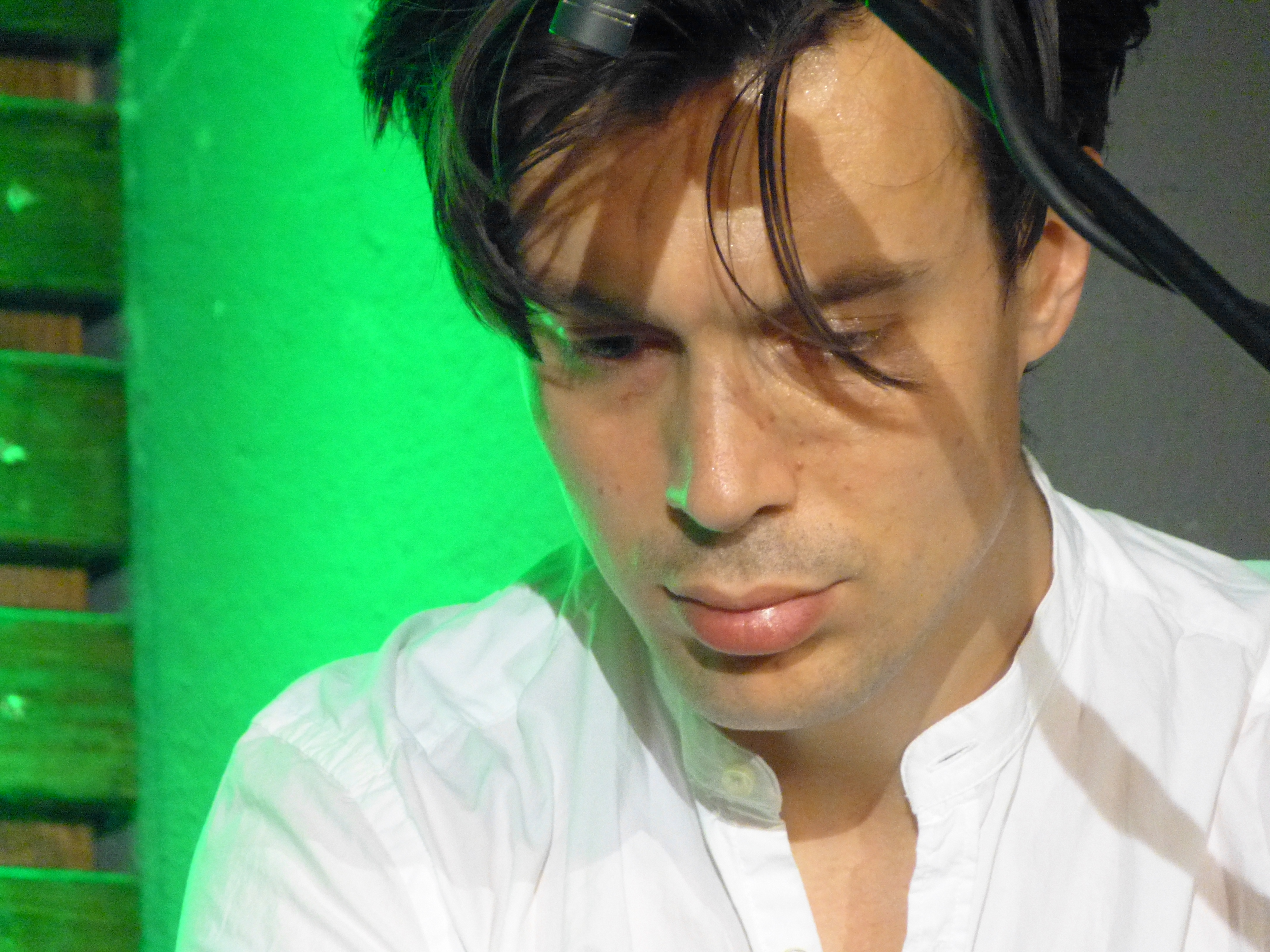
Guilhem Flouzat (2021)

Guilhem Flouzat (* 1985 in Paris) ist ein französischer Jazzmusiker (Schlagzeug, Komposition).

## Leben und Wirken
Flouzat wuchs in Paris als Enkel der Pianistin und Komponistin Henriette Puig-Roget mit der Musik von Maurice Ravel und Francis Poulenc auf. Er beschäftigte sich mit Literatur, bevor er sich dem Schlagzeugstudium am  Conservatoire national supérieur de musique et de danse de Paris widmete. Daneben nahm er bereits Alben mit Nicola Andrioli (Pulsar 2008), Tony Tixier (Parallel Worlds 2009) und Nicola Sergio (Symbols 2009) auf. Mit 25 Jahren zog er nach New York City, wo er an der Manhattan School of Music weiter studierte und seinen Master als Schlagzeuger absolvierte. Seine Lehrer sind Eric Harland, Dan Weiss, Mark Guiliana und John Riley.
In New York arbeitete er während und nach dem Studium mit Lionel Loueke, Becca Stevens, Steve Wilson, Dave Liebman, Linda Oh und Gilad Hekselman. Langjährig wirkte er als Sideman für Youn Sun Nah, Camila Meza und Seamus Blake. Er trat aber auch mit Ajoyo, Pablo Held, Shauli Einav, Julia Kadel und Adam Larson auf. Auf seinem Debütalbum One Way … or Another spielte er in verschiedenen Besetzungen mit Antonin-Tri Hoang, Ben Wendel, Michaël Valeanu, Laurent Coq, Tigran Hamasyan, Matteo Bortone und Simon Tailleu; der Journalist Vincent Bessières lobte es in Jazznews als „das Beste, was dem französischen Jazz seit langem passiert ist“. Sein zweites Album Portraits enthält eine Reihe von musikalischen Darstellungen der Musiker Becca Stevens, Anna Webber, Ben Wendel, Jay Rattman, Can Olgun, Laurent Coq oder Desmond White, die er mit diesen in unterschiedlichen Konstellationen einspielte und 2015 bei Sunnyside veröffentlichte.  Sein Trioalbum A Thing Called Joe (2017) mit Sullivan Fortner und Desmond White, das in das Repertoire des Great American Songbook eintaucht, haben amerikanische Kritiker als „Klassiker“ gepriesen; mehrere Tourneen mit Fortner folgten.
2020 legte Flouzat mit Richard Sears am Klavier und Martin Nevin am Bass das Gemeinschaftswerk Constant Stranger bei Fresh Sound New Talent vor, das an Ellington und Skrjabin erinnert. Als Songwriter veröffentlichte er 2021 das Album Turn the Sun to Green, auf dem er sieben eigene Songs mit der Sängerin Isabel Sörling bei Shed Music präsentierte.

## Weblinks

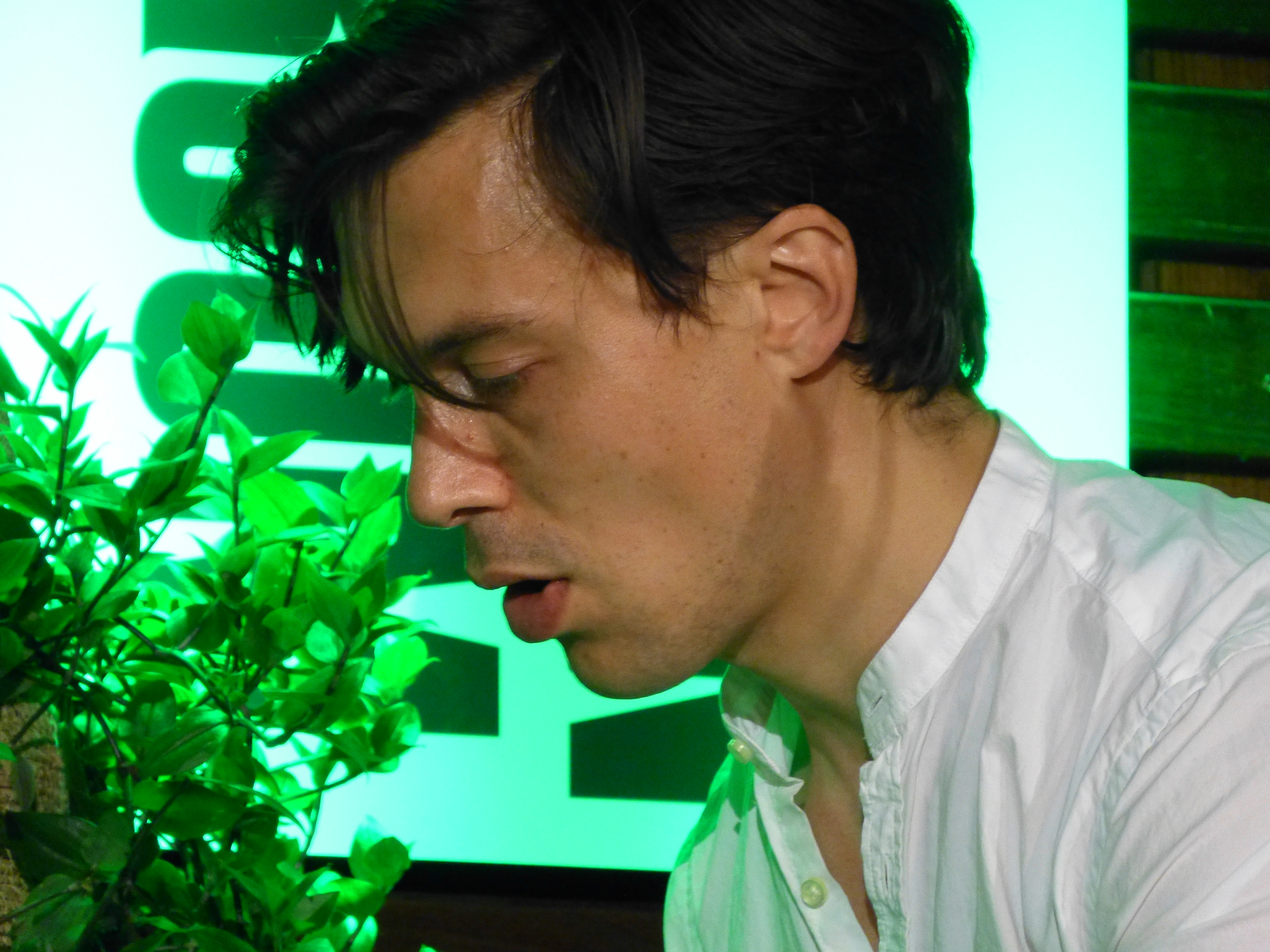
Guilhem Flouzat im Green Room des Stadtgartens in Köln Juni 2021